# Manfred Schneider (Manager)
Manfred Schneider (* 21. Dezember 1938 in Bremerhaven) ist ein deutscher Manager. Er war bis zum 20. April 2016 Aufsichtsratsvorsitzender der RWE AG.

## Leben
Manfred Schneider studierte BWL in Freiburg im Breisgau, Hamburg und Köln und wurde an der RWTH Aachen zum Dr. rer. pol. promoviert. Von 1966 bis 1971 arbeitete er erstmals für die Bayer AG in den Bereichen Organisation, Revision und Betriebsabrechnung. 1971 wechselte er zur Bayer-Beteiligungsgesellschaft Duisburger Kupferhütte und kehrte von dort 1981 zum Mutterkonzern zurück. 1984 wurde er Leiter der Ressorts Regionale Koordinierung, Konzernrevision und Controlling. 1987 stieg er in den Vorstand auf, dessen Vorsitzender er 1992 wurde. Auf der Hauptversammlung 2002 gab er sein Amt an Werner Wenning ab und wurde Aufsichtsratsvorsitzender des Unternehmens. Dieses Amt behielt er bis 2012. Zwischen 1999 und 2001 war Schneider Präsident des Verbandes der Chemischen Industrie.
Schneider war zwischen dem 1. Mai 2009 und 20. April 2016 Aufsichtsratsvorsitzender bei der RWE AG. Vom 27. Mai 2003 bis zum 20. Mai 2016 war er Aufsichtsratsvorsitzender der Linde AG. Zudem war er auch Mitglied der Aufsichtsräte von Daimler und TUI sowie des Gemeinsamen Beirats der Allianz Gesellschaften. Aus dem Aufsichtsrat der Metro AG trat er im März 2008 zurück. Die Deutsche Schutzvereinigung für Wertpapierbesitz sieht in ihm daher den bedeutendsten deutschen Aktionärsvertreter und ein Symbol der Deutschland AG. Schneider war außerdem Vorsitzender des Kuratoriums der Fritz Thyssen Stiftung.
Von 2003 bis 2006 war Schneider mit der Moderatorin Sabine Christiansen verheiratet.

## Einkünfte
Aus seiner Tätigkeit als Aufsichtsratsvorsitzender im Jahr 2011 erhielt er beim Energiekonzern RWE insgesamt 249.000 Euro, bei der Bayer AG 270.000 Euro und bei der Linde AG 417.000 Euro.